# Denemo
Denemo es un software libre interfaz gráfica para la notación musical, principalmente a GNU LilyPond, un programa para grabar las partituras musicales.  
Denemo ha estado en desarrollo desde 1999. El uso de GTK + 2 o 3, que funciona en Linux, Microsoft Windows y OS X.
Denemo permite crear partituras musicales. Puede escribir música en el uso del teclado o jugar en el uso de un controlador de MIDI o la entrada de micrófono. Aquí puede editar su música (la ventana de la pantalla de entrada que muestra lo que está trabajando en la notación musical) y usted puede reproducir para comprobar cómo suena.
Denemo ayuda a preparar la notación para la publicación y permite al usuario entrar rápidamente notación, de forma simultánea a través de composición tipográfica, el grabador de música LilyPond. La música puede ser escrito en el uso de un teclado de PC, tomado de MIDI, o juega en un micrófono conectado a una tarjeta de sonido. El programa se reproduce a través de un interno simple y puede actuar como un JACK cliente/MIDI. Denemo incluye secuencias de comandos para ejecutar las pruebas musicales y ejercicios prácticos con fines educativos. 

## Características
Denemo puede dar salida a las partituras completas (incluyendo la Tabla de Contenidos y Comentario Crítico generada automáticamente de comentarios colocados en la música), así como extractos en varios formatos, incluyendo:
- archivos LilyPond (.ly)
- archivos PDF
- archivos MIDI
- archivos de audio WAV, OGG
- archivos gráficos PNG

El programa permite al usuario colocar enlaces en la música a los manuscritos de origen originales/impresiones (en archivos PDF) que permiten la comprobación cruzada de las transcripciones. También permite que las grabaciones de audio de estar vinculados a una puntuación anotada con la sincronización a través de inicios de notas detectadas automáticamente, la puntuación anotada y audio se reproducen simultáneamente y puede tornarse más lenta en tiempo real para escuchar las discrepancias.
Denemo tiene todas las funciones de notación musical accesible a través de atajos de teclado. Sin embargo, todo lo que se puede acceder con el ratón, y ambos métodos abreviados de teclado y ratón se puede definir utilizando los elementos del menú que invocan funciones. WYSIWYG manipulaciones se pueden realizar en la vista de composición tipográfica.